# Население на Ангола
Населението на Ангола според последното преброяване от 2014 г. е 25 789 024 души.

## Численост
Численост на населението според преброяванията през годините:
| Година | Численост  |
| 1970   | 5 646 166  |
| 2014   | 25 789 024 |

## Възрастова сткруктура
(2006)
- 0-14 години: 43,7 % (мъжe 2 678 185 / жени 2 625 933)
- 15-64 години: 53,5 % (мъже 3 291 954 / жени 3 195 688)
- над 65 години: 2,8 % (мъже 148 944 / жени 186 367)

(2007)
- 0-14 години: 43,7 % (мъжe 2 706 276 / жени 2 654 338)
- 15-64 години: 53,5 % (мъже 3 339 114 / жени 3 225 121)
- над 65 години: 2,8 % (мъже 149 414 / жени 189 333)

(2009)
- 0-14 години: 43,5 % (мъжe 2 812 359 / жени 2 759 047)
- 15-64 години: 53,7 % (мъже 3 496 726 / жени 3 382 440)
- над 65 години: 2,7 % (мъже 153 678 / жени 195 043)

## Езици
Официален език в страната е португалският.

## Религия
Католицизъм.